# هنری جی. بوکر
هنری جی. بوکر (انگلیسی: Henry G. Booker؛ زاده ۱۰ دسامبر ۱۹۱۰ درگذشته ۱ نوامبر ۱۹۸۸) یک دانشمند اهل ایالات متحده آمریکا بود.